# Dance-pop
Dance-pop là một thể loại nhạc pop mang xu hướng của nhạc dance có nguồn gốc từ đầu những năm 1980. Được phát triển từ post-disco và synthpop, nhạc dance-pop phù hợp với các câu lạc bộ với mục đích để khiêu vũ, nhưng đồng thời cũng thích hợp với các đài phát thanh đương đại. Nhạc dance-pop thường đặc trưng bởi nhịp đập mạnh mẽ và dễ dàng, cấu trúc bài hát không biến chứng, nói chung là tương tự như nhạc pop hơn là nhạc dance, với sự nhấn mạnh về âm thanh cũng như giai điệu hấp dẫn. Thể loại này, trên tổng thể, có xu hướng được định hướng sản xuất, dù có một số trường hợp ngoại lệ cần được chú ý.
Dance-pop là một thể loại nhạc vô cùng nổi tiếng. Nhiều nghệ sĩ và nhóm nhạc đã đi theo dòng nhạc này, điển hình là Justin Timberlake, Britney Spears, Jennifer Lopez, Madonna, Kylie Minogue, Rick Astley, Mel & Kim, Michael Jackson, Janet Jackson, Lady Gaga, George Michael, Bananarama, Spice Girls, Momiro Clover Z, Christina Aguilera, Katy Perry, Rihanna, Ke$ha,...

## Đặc điểm
Dance-pop nói chung có một số đặc điểm đáng chú ý, được liệt kê ở đây:
- Uptempo, là loại nhạc dành cho các câu lạc bộ, mang tính chất sôi động.
- Bài hát hấp dẫn, lôi cuốn, với cấu trúc dễ dàng dựa trên thể loại nhạc pop
- Nhấn mạnh vào nhịp đập
- Đoạn điệp khúc nổi bật
- Lời bài hát đơn giản
- Đánh bóng sản phẩm